# Haris Handžić
Haris Handžić (* 20. Juni 1990 in Sarajevo, SFR Jugoslawien) ist ein bosnischer Fußballspieler.

## Verein
Der Stürmer begann seine Karriere bei seinem Heimatverein FK Sarajevo, wo er in seiner ersten Saison als Profi in 23 Spielen sechs Treffer erzielen konnte. Nach guten Auftritten in der Hinrunde der Saison 2008/09 wurden europäische Vereine auf ihn aufmerksam und so verpflichtete der polnische UEFA-Cup Vertreter Lech Poznań den Bosnier im Dezember 2008 für eine geschätzte Ablösesumme von 170.000 €. Dort absolvierte er im folgenden Jahr vier Pflichtspiele und gewann den nationale Pokal sowie den Supercup. Im Januar 2010 wurde Handžić dann an seinen Stammverein FK Sarajevo ausgeliehen und ein halbes Jahr später dort wieder fest verpflichtet. FK Velež Mostar, FK Rudar Prijedor, der FC Vaduz, FK Borac Banja Luka sowie FK Ufa waren in den Jahren darauf die Stationen des Stürmers. 2017 feierte er mit dem HNK Rijeka erst das kroatische Double und ging dann weiter zum Debreceni Vasutas SC nach Ungarn. Von 2018 bis 2021 spielte er erneut für den FK Sarajevo und gewann in dieser Zeit fünf weitere nationale Titel. In der Saison 2021/22 wurde er mit al Ahed Meister des Libanons und spielte auch eine Partie im AFC Cup gegen den Muharraq Club (0:3). Dann wechselte Handžić weiter FK Radnik Bijeljina und FK Leotar Trebinje. Seit dem 12. Juli 2023 steht er beim litauischen Erstligisten FK Riteriai unter Vertrag.

## Nationalmannschaft
Handžić durchlief sämtliche Juniorennationalmannschaften Bosniens und war der erste Bosnier, dem es gelang, in einem Jahr in drei verschiedenen Altersgruppen zum Einsatz zu kommen. Sein erstes A-Länderspiel absolvierte er am 15. Dezember 2007 im Rahmen eines (inoffiziellen) Testspiels gegen Polen (0:1) im Alter von 17 Jahren. Knapp ein halbes Jahr später folgte dann sein zweiter und letzter Einsatz bei einem 1:0-Testspielsieg gegen Aserbaidschan.

## Erfolge
- Polnischer Pokalsieger: 2009
- Polnischer Superpokalsieger: 2009
- Liechtensteiner Pokalsieger: 2014
- Kroatischer Meister: 2017
- Kroatischer Pokalsieger: 2017
- Bosnischer Meister: 2018, 2019, 2020
- Bosnischer Pokalsieger: 2019, 2021
- Libanesischer Meister: 2022